# 10è Festival Internacional de Cinema de Berlín
El 10è Festival Internacional de Cinema de Berlín va tenir lloc entre el 24 de juny i el 5 de juliol de 1960. L'Os d'Or fou atorgat a la pel·lícula espanyola El Lazarillo de Tormes dirigida per César Fernández Ardavín.

## Jurat

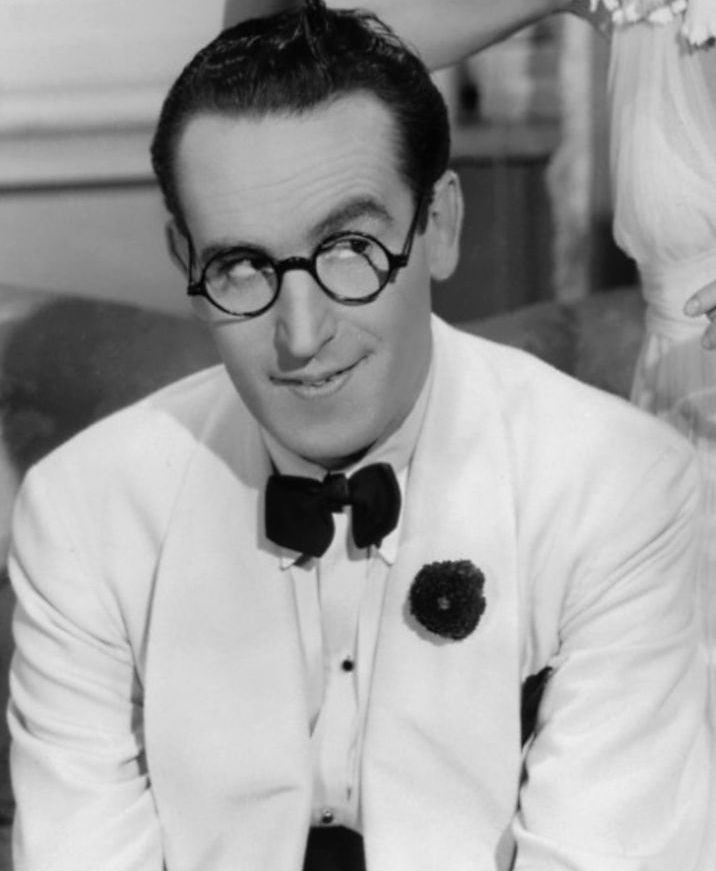
Harold Lloyd, president del Jurat

Els membres del jurat del festival van ser:
- Harold Lloyd (president)
- Georges Auric
- Henry Reed
- Sohrab Modi
- Floris Luigi Ammannati
- Hidemi Ima
- Joaquín de Entrambasaguas
- Frank Wisbar
- Georg Ramseger
- Werner R. Heymann
- Eva Staar

## Pel·lícules en competició
Les següents pel·lícules van competir per a l'Os d'Or i l'Os de Plata:
| Títol                                                         | Director(s)                                       | País          |
| ------------------------------------------------------------- | ------------------------------------------------- | ------------- |
| Al final de l'escapada (À bout de souffle)                    | Jean-Luc Godard                                   | França        |
| Biyaya ng lupa                                                | Manuel Silos                                      | Filipines     |
| Das Glas Wasser                                               | Helmut Käutner                                    | Alemanya      |
| Doaa al-Karawan                                               | Henry Barakat                                     | Egipte        |
| El Lazarillo de Tormes                                        | César Fernández Ardavín                           | Espanya       |
| Eroica                                                        | Mihalis Kakogiannis                               | Grècia        |
| Fin de fiesta                                                 | Leopoldo Torre Nilsson                            | Argentina     |
| Fins i tot els núvols van a la deriva (Gureumeun heulleogado) | Yu Hyun-mok                                       | Corea del Sud |
| Il Mattatore                                                  | Dino Risi                                         | Itàlia        |
| L'herència del vent                                           | Stanley Kramer                                    | Estats Units  |
| Jokyo                                                         | Kōzaburō Yoshimura, Kon Ichikawa, Yasuzo Masumura | Japó          |
| Kaks' tavallista Lahtista                                     | Ville Salminen                                    | Finlàndia     |
| Kirmes                                                        | Wolfgang Staudte                                  | Alemanya      |
| Les Jeux de l'amour                                           | Philippe de Broca                                 | França        |
| My Slave                                                      | Ubol Yugala                                       | Tailàndia     |
| Nai Kiran                                                     | S. M. Agha                                        | Pakistan      |
| El meu segon germà (Nianchan)                                 | Shōhei Imamura                                    | Japó          |
| Pickpocket                                                    | Robert Bresson                                    | França        |
| Puberun                                                       | Prabhat Mukherjee                                 | Índia         |
| Sotto dieci bandiere                                          | Duilio Coletti                                    | Itàlia        |
| Sängkammartjuven                                              | Göran Gentele                                     | Suècia        |
| The Angry Silence                                             | Guy Green                                         | Regne Unit    |
| Tro, håb og trolddom                                          | Erik Balling                                      | Dinamarca     |
| Venner                                                        | Tancred Ibsen                                     | Noruega       |
| Riu Salvatge                                                  | Elia Kazan                                        | Estats Units  |

## Premis
Els premis atorgats pel jurat foren:
- Os d'Or: El Lazarillo de Tormes de César Fernández Ardavín
- Os de Plata a la millor direcció: Jean-Luc Godard per Al final de l'escapada
- Os de Plata a la millor interpretació femenina: Juliette Mayniel per Kirmes
- Os de Plata a la millor interpretació masculina: Fredric March per L'herència del vent
- Os de Plata Premi Extraordinari del Jurat: Les Jeux de l'amour de Philippe de Broca
- Premi pel·lícules joves
  - Millor curtmetratge per a gent jove: Nguoi con cua bien ça
  - Millor documental adequat per a gent jove: Jungle Cat de James Algar
  - Millor pel·lícula adequada per a gent jove: L'herència del vent de Stanley Kramer
- Premi pel·lícules del jovent - Menció d'Honor 
  - Millor curtmetratge adequat per a gent jove: Ballon vole de Jean Dasque
  - Millor documental adequat per a gent jove: Mandara de René Gardi
  - Millor pel·lícula adequada per a gent jove: The Angry Silence de Guy Green
- Premi FIPRESCI
  - The Angry Silence de Guy Green
- Premi OCIC 
  - The Angry Silence de Guy Green
- Premi C.I.D.A.L.C.
  - El Lazarillo de Tormes de César Fernández Ardavín